# Dakaretai otoko 1-i ni odosarete imasu.
Dakaretai Otoko 1-i ni Odosarete Imasu. (抱かれたい男1位に脅されています。? lett. "Sono minacciato al primo posto in cui voglio essere abbracciato") è una serie manga yaoi giapponese scritta da Hashigo Sakurabi. L'opera è stata serializzata nella rivista Monthly Magazine Be x Boy a partire dal luglio 2013 ed è stata successivamente racchiusa in diversi volumi tankobon. Un adattamento animato della serie è andato in onda, per la prima volta, dal 6 ottobre al 28 dicembre 2018 per un totale di 13 episodi.
Successivamente è stato prodotto anche un lungometraggio d'animazione per la TV chiamato "Dakaretai Otoko 1-i ni Odosarete Imasu. Movie: Spain-hen" ed è stato trasmesso per la prima volta il 9 ottobre 2021.

## Trama
Takato Saijo, attore affermato, perde il primo posto di "uomo più sexy" in una classifica di un importante rivista in favore di Junta Azumaya, un attore emergente con il quale aveva recitato un anno prima in uno sceneggiato.
Grazie al film "Stella di mezzogiorno" i due hanno modo di lavorare di nuovo insieme e conoscersi meglio. 
La vita dell'attore viene però sconvolta quando scopre i forti sentimenti che il più giovante prova per lui.
L'amore prorompente di Junta nei confronti di Takato sfocia in un'appassionata relazione che porterà cambiamenti radicali nella vita dei due.
Aiutati e osteggiati da vari personaggi che orbitano attorno a loro, i due avranno modo di analizzare a fondo il loro rapporto, affrontando di volta in volta situazioni che spaziano dal comico al drammatico.
La serie analizza i pensieri e i comportamenti dei due amanti, nonché la loro crescita umana e personale.

## Personaggi
Takato Saijō (西條高人?, Saijō Takato)
Doppiatore giapponese: Hiroki Takahashi
Famoso attore di cinema e teatro sin da bambino, dopo cinque anni consecutivi, perde la prima posizione di "uomo più sexy", decretata annualmente da una famosa rivista del settore.
Quando il lavoro lo porta ad essere co-protagonista di Azumaya Junta, il nuovo "uomo più sexy" della rivista, in un film, ha modo di conoscere meglio il rivale e diventa l'ossessione amorosa del ragazzo, che lo trascina in situazioni scabrose e imbarazzanti. Se in un primo momento Takato si vede travolto controvoglia dalla passione del più giovane, in breve tempo comincerà a ricambiare quest'attrazione fino a innamorarsi a sua volta di lui.
Takato è un uomo solitario e distante: ha dedicato tutta la sua vita alla carriera, ma così facendo ha sviluppato pochissima esperienza sentimentale e umana. Quando inizia la relazione con Junta, il suo mondo si capovolge totalmente e comincia a scoprire la moltitudine di emozioni che comportano l'amore, il sesso e l'amicizia.
Ama profondamente fare l'attore, considera la professione come sacra, ed è uno stacanovista, che per portare a termine un incarico è disposto anche a lavorare da malato.
Ha un bel rapporto col proprio manager Sasaki, e adora la figlia di questi, Nana. Va matto per le cose dolci, quando è nervoso è capace di mangiare una torta intera, e adora la cioccolata calda che beve in grande quantità.
Junta Azumaya (東谷准太?, Azumaya Junta)
Doppiatore giapponese: Yūki Ono
È un attore emergente nel cinema giapponese che conquista la prima posizione della classifica "uomo più sexy". Alto, di bell'aspetto e dai modi gentili e affabili, viene spesso paragonato a un angelo dalla gente con cui lavora.
Innamorato follemente di Takato, riesce a conquistarlo dopo non poche vicissitudini. Il suo amore per Saijo è di lunga data: i due avevano lavorato insieme per uno sceneggiato, uno dei primi ingaggi di Junta, durante il quale quest'ultimo era rimasto incantato dal più grande. Più le riprese proseguivano, più la sua ammirazione si trasformò in una vera propria ossessione, fino a quando non si rese conto di essersi innamorato dell'attore. Separato da lui per un anno, quando gli viene offerto il ruolo da protagonista in un film in cui reciterà anche Takato, Junta giura a se stesso di riuscire a farsi ricambiare dall'uomo. Se da un lato, i sentimenti di Junta per il maggiore sono profondi e amorevoli, dall'altra prova per Saijo una fortissima e passionale attrazione sessuale che raramente riesce a tenere a freno.
Quando, durante un amplesso, chiede a Takato di chiamarlo per nome, quest'ultimo, con la voce distorta dal piacere, sbaglia e lo chiama "Chunta", soprannome che da quel momento continuerà a usare.
Quando è nervoso o frustrato perché non riesce a vedere Takato per un lungo periodo, sgranocchia delle mentine. Sa parlare lo spagnolo, in quanto suo nonno viene da questo paese.
Nonostante abbia solitamente un carattere estroverso e sorridente, sa essere manipolatore e machiavellico, soprattutto quando qualcuno o qualcosa minacciano la sua relazione con Takato, per il quale prova una fortissima gelosia.
Cresciuto senza particolari desideri o passioni, la prima volta in cui ha sentito un forte desiderio verso qualcosa è stato quando ha conosciuto Takato. Da quel momento l'uomo è diventato per lui il centro del suo mondo.
Chihiro Ayagi (綾木千広?, Ayagi Chihiro)
Doppiatore giapponese: Takuya Satō
È un attore opportunista che per ottenere un lavoro non si fa problemi a intrattenere relazioni sessuali con donne che lo possono aiutare.
Durante la serie, anche grazie all'incontro con Saijo, Azumaya e Narumiya, inizierà a prendere maggiormente sul serio la professione di attore, nella quale, per altro, è piuttosto bravo.
Sviluppa un'infatuazione per Saijo e vorrebbe scalzare Junta nel cuore di questi, ma viene spesso terrorizzato dal ragazzo quando cerca di superare il confine con l'attore.
Ryō Narumiya (成宮 涼?, Narumiya Ryō)
Doppiatore giapponese: Yuuma Uchida
È uno studente di scuola superiore ed un attore esordiente. Bello, sorridente, e ottimista, è un ragazzo volenteroso e appassionato, che prova una grande ammirazione per gli attori più bravi e con più esperienza di lui, come Takato e Junta.
Durante la serie vive in equilibrio tra scuola e lavoro.
Kazuomi Usaka (卯坂和臣?, Usaka Kazuomi)
Doppiatore giapponese: Kōsuke Toriumi
È un produttore di TV-J dal carattere serio e dedito al lavoro.
Kiyotaka Arisu (在須清崇?, Arisu Kiyotaka)
Doppiatore giapponese: Wataru Hatano
L'interesse amoroso di Kazuomi Usaka, è un musicista e compositore di grande talento.

## Media

### Anime
Un adattamento della serie televisiva animata Dakaretai Otoko 1-i ni Odosarete Imasu. ha debuttato il 6 ottobre 2018 su Tokyo MX e altri canali. La serie è stata animata da CloverWorks e diretta da Naoyuki Tatsuwa. Il tema di apertura è "Fukazen Monologue" di Tomohisa Sako mentre il tema finale è "Chuntaka!" cantato da Yuki Ono e Hiroki Takahashi (i due doppiatori dei protagonisti).

#### Episodi
| Nº | (traduzione letterale) Giapponese 「Kanji」 - Rōmaji | In onda          | In onda |
| Nº | (traduzione letterale) Giapponese 「Kanji」 - Rōmaji | Giapponese       |         |
| 1  | Nel mondo dello spettacolo, mangia o sarai mangiato. 「芸能界は喰うか喰われるか。」 - Gennōkai wa kū ka kuwareru ka. | 5 ottobre 2018   |         |
| 2  | Si è già stancato di me? 「あいつ、もう俺に飽きやがったのか。」 - Aitsu, mō ore ni akiyagatta no ka. | 12 ottobre 2018  |         |
| 3  | Non mi toccare in pubblico 「チカン、ダメ、ゼッタイ。」 - Chikan, dame, zettai. | 19 ottobre 2018  |         |
| 4  | Mi ha fregato. 「ハメられたああぁぁ。」 - Hameraretā. | 26 ottobre 2018  |         |
| 5  | Posso farti la mia donna. 「俺の女にしてあげますよ。」 - Ore no onna ni shite agemasu yo. | 2 novembre 2018  |         |
| 6  | Perché sono in un albergo con lui ... Abbiamo ... Non c'è modo ... C'è ?! 「なんでコイツとホテルで一緒に…まさか…いやいやいやないよな？そんな…そん…。」 - Nande koitsu to hoteru de issho ni... masaka... iya iya iya nai yo na? Sonna... Son... | 9 novembre 2018  |         |
| 7  | Posso continuare a piacerti? 「好きでいてもいいですか。」 - Suki de ite mo ii desu ka. | 16 novembre 2018 |         |
| 8  | T-toglimi il costume da bagno. 「ず、ずらすな、海パンずらすな。」 - Zu, Zurasuna, umi pan zurasuna. | 23 novembre 2018 |         |
| 9  | ... Immagino che voi due siate vicini. 「……仲がいいことで。」 - ...... Naka ga ii koto de. | 30 novembre 2018 |         |
| 10 | Rompiamo, Chunta. 「別れるぞ、チュン太。」 - Wakareruzo, Chunta. | 7 dicembre 2018  |         |
| 11 | Se sei innamorato di me, ti abbraccerò finché non sarai stanco di me. 「そんなに俺に惚れてんなら、飽きるまで抱かせてやるよ。」 - Sonna ni ore ni horeten nara, akiru made dakasete yaru yo.                                                     | 14 dicembre 2018 |         |
| 12 | Mio tesoro. 「Mi Tesoro。」 | 21 dicembre 2018 |         |
| 13 | Fu-fu-fuuuun ♪ 「ふっふっふ〜ん♪ふっふっふ〜ん♪ふっふっふ〜ふふ〜ん」 - Fuffufu~n♪Fuffuffu~n♪Fuffuffu~Fufu~n | 28 dicembre 2018 |         |

### Film
Un lungometraggio d'animazione chiamato "Dakaretai Otoko 1-i ni Odosarete Imasu. Movie: Spain-hen" della durata di 78 minuti è stato trasmesso per la prima volta in Giappone il 9 ottobre 2021.

#### Trama
Nonostante la loro relazione ormai consolidata, sul piano professionale Takato continua a sentirsi in competizione con Junta, soprattutto quando si ritrovano a lavorare insieme in un'opera teatrale in cui dovranno ballare il flamenco. Junta, che ha origini spagnole e ha vissuto in quel paese da piccolo, dimostra di essere molto più bravo del maggiore in questa disciplina. Per questo motivo Takato decide di partire da solo verso la Spagna con lo scopo di imparare la danza tipica nel suo paese di origine. Dopo un primo impatto burrascoso con una realtà del tutto nuova, Takato incontra casualmente il nonno di Junta che si rivelerà essere proprio un ballerino di flamenco. Arrivato alla sua locanda incontrerà anche lo stesso Junta, venuto anch'egli in Spagna, apparentemente per far visita ai famigliari, in realtà per seguire Takato. In questo paese l'attore farà anche la conoscenza di Antonio, un vecchio amico di Junta innamorato di lui, il quale sfiderà Takato a una gara di flamenco per decretare chi è degno del cuore del ragazzo.